# 高松南バイパス

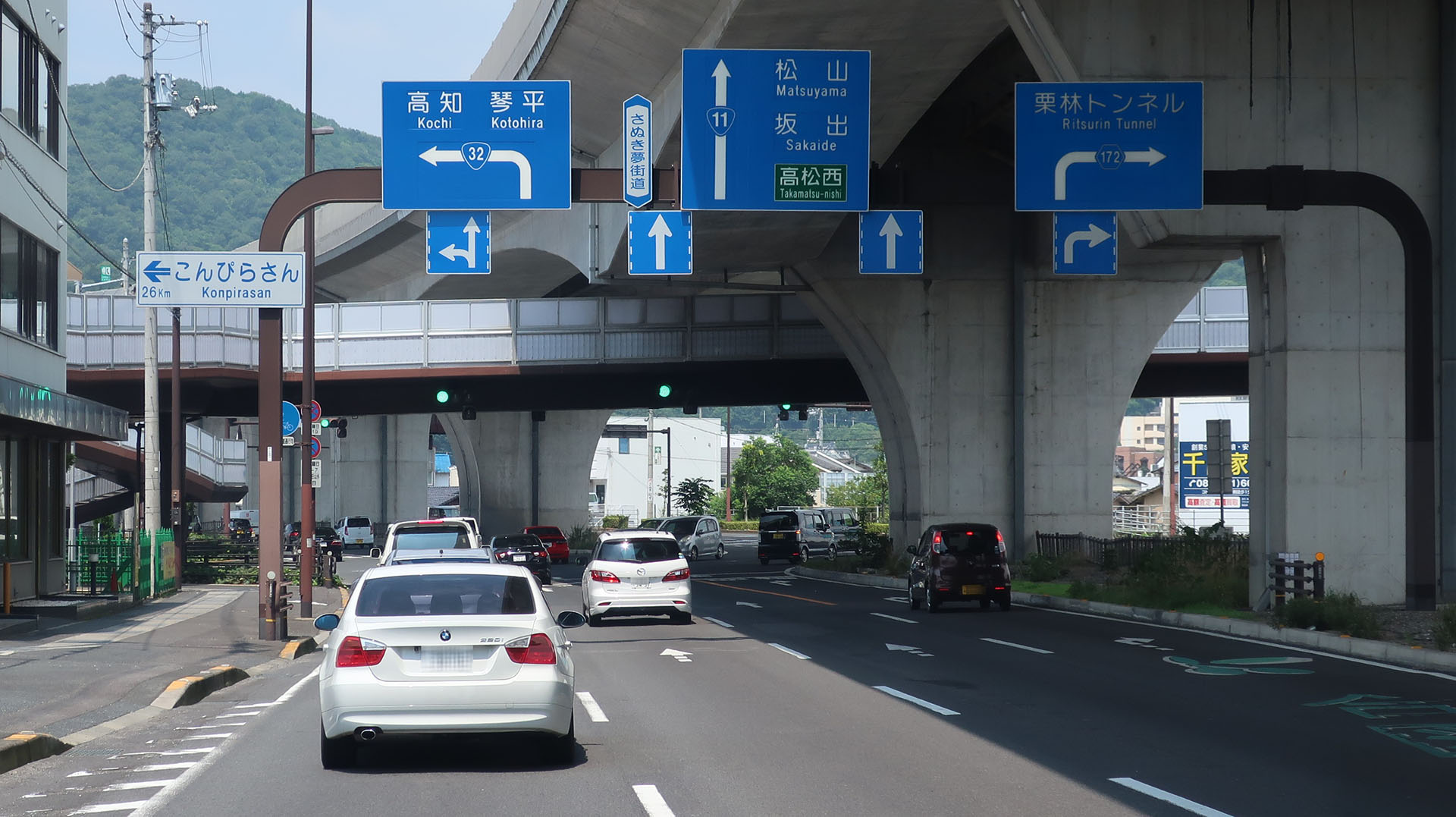
高松南バイパス
(国道11号、国道32号との分岐)
香川県高松市田村町

高松南バイパス（たかまつみなみバイパス）は、香川県高松市栗林町一丁目の栗林公園前交差点から坂出市府中町の前谷東交差点に至る、延長11.7kmの国道11号のバイパスとして建設された道路。現在は国道11号の一部となっており、全線開通している。

## 概要
高松市中心部からいったん南へ下り、上天神町交差点で西へ折れている。上天神町交差点から檀紙交差点（ = 高松自動車道高架下）は高松東道路の一部でもある。香川県内で2車線以上で交差点部に右折車線を設置した最初のバイパス。勅使交差点（香川県道266号勅使室新線・香川県道282号高松琴平線 = 旧国道32号交点）以東は当初から片側3車線だったが、それ以西は当初対面通行、1982年には上り線（徳島方面）が完成したが、当時の交通量等を考慮し（下り線（松山方面）は対面通行時代の区画線をほぼそのまま使ったため）上り3車線、下り2車線という変則車線であった。下り線が3車線化されたのは1986年。

### 路線データ
- 起点：高松市栗林町一丁目（中央通り・栗林公園前交差点 = 香川県道280号高松香川線交点）
- 終点：坂出市府中町（前谷東交差点 = 国道11号坂出丸亀バイパスと接続・香川県道33号高松善通寺線交点）
- 延長：11.9km[1]
- 規格：第4種第1級[1]
- 車線数：完成6車線
- 道路幅員：32m[1]
- 車線幅員：3.25m
- 設計速度：60km/h
- 最高速度：
  - 50km/h - 栗林公園前交差点 - 上天神町交差点
  - 60km/h - 上天神町交差点 - 前谷東交差点

## 沿革
- 1969年（昭和44年）4月 - 事業化[2]。
- 1973年（昭和48年）4月 - 高松市勅使町 - 高松市御廐町間（L=3.6km）の暫定2車線供用[2]。
- 1975年（昭和50年）4月9日 - 高松市栗林町一丁目 - 高松市勅使町間（L=4.0km、当時の国道32号重複区間）の完成6車線供用、高松市御廐町 - 坂出市府中町間（L=4.4km）の暫定2車線供用により全線暫定開通[3]。
- 1982年（昭和57年）12月 - 高松市勅使町 - 高松市檀紙町（L=2.0km）の暫定5車線化。（上り線は3車線の完成供用となる）[3]。
- 1984年（昭和59年）3月 - 高松市檀紙町 - 高松市御廐町間（L=1.2km）の暫定5車線化。（上り線は3車線の完成供用となる）[3]。
- 1984年（昭和59年）12月 - 高松市御廐町 - 坂出市府中町（L=4.1km）の暫定5車線化。（上り線は3車線の完成供用となる）[3]。
- 1986年（昭和61年） - 高松市勅使町 - 坂出市府中町（L=7.6km）の6車線化。

## 重複区間
- 国道11号高松東道路 - 上天神町交差点 - 檀紙交差点
- 国道32号 - 栗林公園前交差点 - 峰山口交差点
- 国道193号・国道492号 - 栗林公園前交差点 - 上天神町交差点

### 交差・接続している道路
| 距離標 （徳島起点）                       | 接続する道路 西・北← 〈国道11号高松南バイパス〉 →東・南 | 接続する道路 西・北← 〈国道11号高松南バイパス〉 →東・南 | 交差点名／所在地   | 交差点名／所在地 | 交差点名／所在地 |
| ----------------------------------------- | ------------------------------------------------------- | ------------------------------------------------------- | ------------------ | ---------------- | ---------------- |
| 国道11号・〈中央通り〉 （番町・徳島方面） |                                                         |                                                         |                    |                  |                  |
| 81.7km                                    | -                                                       | 県道280号高松香川線                                     | 栗林公園前         | 高松市           | 栗林町           |
| 81.7km                                    | -                                                       | 市道栗林公園東線                                        |                    | 高松市           | 栗林町           |
| 82.1km                                    | 市道観興寺1号線                                         | 香川県道272号高松志度線                                 | 栗林公園南         | 高松市           | 室町             |
| 82.4km                                    | 県道266号勅使室新線                                     | -                                                       | 室新               | 高松市           | 室新町           |
| 82.5km                                    | 市道南部区画23号線                                      | 市道南部区画1号線                                       | 室新南             | 高松市           | 室新町           |
| 82.9km                                    | 市道木太鬼無線                                          | 市道木太鬼無線                                          | 東ハゼ町           | 高松市           | 東ハゼ町         |
| 83.1km                                    | 御坊川                                                  | 御坊川                                                  | 新御坊川橋         | 高松市           | 東ハゼ町         |
| 83.9km                                    | -                                                       | 〈さぬき夢街道〉 国道11号高松東バイパス                 | 上天神町           | 高松市           | 上天神町         |
| 83.9km                                    | -                                                       | 〈空港通り〉 国道193号（国道492号重複）                 | 上天神町           | 高松市           | 上天神町         |
| 84.2km                                    | 〈鹿角街道〉 市道東ハゼ田村線                           | 〈鹿角街道〉 県道172号川東高松線                        | 上天神西           | 高松市           | 上天神町         |
| 84.7km                                    | 県道172号川東高松線                                     | 国道32号                                                | 峰山口             | 高松市           | 田村町           |
| 84.9km                                    | 市道松並勅使線                                          | 市道松並勅使線                                          | 桜ヶ丘             | 高松市           | 田村町           |
| 85.0km                                    | 御坊川                                                  | 御坊川                                                  | 勅使橋             | 高松市           | 田村町           |
| 85.8km                                    | 〈琴平街道〉 県道266号勅使室新線                        | 〈琴平街道〉 県道282号高松琴平線                        | 勅使               | 高松市           | 勅使町           |
| 85.9km                                    | 市道勅使檀紙線                                          | 市道小山南線                                            | 勅使西             | 高松市           | 勅使町           |
| 86.7km                                    | 市道田中小山線                                          | 市道田中小山線                                          | 中森大橋東         | 高松市           | 勅使町           |
| 86.9km                                    | 香東川                                                  | 香東川                                                  | 中森大橋           | 高松市           | 檀紙町           |
| 87.0km                                    | 市道中森1号線                                           | 市道中森1号線                                           | 中森大橋西詰       | 高松市           | 檀紙町           |
| 87.2km                                    | 市道檀紙弦打線                                          | 市道中森2号線                                           | 中森               | 高松市           | 檀紙町           |
| 87.5km                                    | 高松道                                                  | 高松道                                                  | 高松檀紙IC         | 高松市           | 檀紙町           |
| 87.6km                                    | 市道本村檀紙線                                          | 市道本村檀紙線                                          |                    | 高松市           | 檀紙町           |
| 87.7km                                    | 〈産業道路〉 県道176号檀紙鶴市線                        | 県道178号山崎御廐線                                     | 檀紙               | 高松市           | 檀紙町           |
| 88.1km                                    | 古川                                                    | 古川                                                    | 八幡新橋           | 高松市           | 御廐町           |
| 88.4km                                    | 県道177号円座香西線                                     | 県道177号円座香西線                                     | 御廐               | 高松市           | 御廐町           |
| 88.4km                                    | 県道177号円座香西線                                     | 市道御廐中間線                                          | 御廐               | 高松市           | 御廐町           |
| 88.8km                                    | 市道原引2号線                                           | 市道原引2号線                                           | 上所正勝           | 高松市           | 御廐町           |
| 89.1km                                    | -                                                       | 県道171号国分寺太田上町線                               |                    | 高松市           | 御廐町           |
| 89.3km                                    | 市道御廐鬼無線                                          | -                                                       | 御廐町県営プール前 | 高松市           | 御廐町           |
| 89.4km                                    | 県道171号国分寺太田上町線                               | -                                                       | 御廐西             | 高松市           | 御廐町           |
| 89.5km                                    | 本津川                                                  | 本津川                                                  | 新本津川橋         | 高松市           | 御廐町           |
| 90.8km                                    | 市道端岡駅西線                                          | 市道端岡北谷線                                          | 新居西下所         | 高松市           | 国分寺町新居     |
| 90.9km                                    | 野間川                                                  | 野間川                                                  | 新野間川橋         | 高松市           | 国分寺町新居     |
| 91.4km                                    | 〈百福通り〉 県道179号端岡停車場線                      | 〈百福通り〉 県道39号国分寺中通線                       | 国分寺支所前       | 高松市           | 国分寺町新居     |
| 91.8km                                    | 野間川                                                  | 野間川                                                  | 新野間川大橋       | 高松市           | 国分寺町国分     |
| 92.0km                                    | 県道183号綾川国分寺線                                   | 県道183号綾川国分寺線                                   | 野間               | 高松市           | 国分寺町国分     |
| 92.4km                                    | 野間川                                                  | 野間川                                                  | 新国分橋           | 高松市           | 国分寺町国分     |
| 92.8km                                    | -                                                       | 市道関ノ池唐渡池線                                      | 関の池東           | 高松市           | 国分寺町国分     |
| 92.9km                                    | 市道関ノ池唐渡池線                                      | 市道空路2号線                                           | 関の池             | 高松市           | 国分寺町国分     |
| 93.6km                                    | 〈丸亀街道〉 県道33号高松善通寺線                       | 〈丸亀街道〉 県道33号高松善通寺線                       | 前谷東             | 坂出市           | 府中町           |
| 国道11号坂出丸亀バイパス （松山方面）     |                                                         |                                                         |                    |                  |                  |

## 名称・愛称
- さぬき夢街道　（高松東バイパス）上天神町交差点 - 檀紙交差点

## 当該道路の位置関係
- （徳島方面） - 中央通り - 高松南バイパス - 坂出丸亀バイパス - （松山方面）

## 主な構造物
- 勅使橋（15m）
- 中森大橋（167m）
- 八幡新橋（24m）
- 新本津川橋（35m）
- 新野間川橋（20m）
- 新野間川大橋（19m）
- 新国分橋（16m）

## 交通量
全線を通した平均交通量は4万7655台。この道路は連続的な交通量として四国トップクラスであり、特に上天神町交差点から峰山口交差点の区間は一日当たり5万7745台と香川県内最多である。前回2005年調査時と比較した交通量は、上天神町交差点から檀紙交差点までは増加したが、それ以外は全区間で減少している。さらに今回調査（2010年）の後の2011年3月27日には北側沿岸部の並行路線である高松坂出有料道路（県道161号高松坂出線）が無料開放され多くの交通がそちらへシフトしたため、檀紙交差点以西の交通量は高松市国分寺町新名で3万9397台と、2010年よりさらに1割減少している。
高松市中心部に近づくほど混雑し、起点から勅使交差点までの混雑度は設計時の交通容量である「1.00」を超えている。特に室新町交差点から上天神町交差点までの混雑度2.61は当バイパス中最高で、起点からこの区間までの混雑度1.90を含め、この一帯が慢性的混雑状態になっていることを表す数値である。それに呼応して昼間12時間における平均旅行速度も高松市中心部から離れれば次第に早くなり、檀紙交差点以西では流れが最高速度（法定速度）に達しかけている地点もある。

### 2010年
| 区間                              | 観測地点                        | 交通量    | 交通量  | 混雑度 | 昼間平均旅行速度 | 昼間平均旅行速度 |
| 区間                              | 観測地点                        | 2010年    | 前回比  | 混雑度 | 上り             | 下り             |
| --------------------------------- | ------------------------------- | --------- | ------- | ------ | ---------------- | ---------------- |
| 栗林公園前交差点-栗林公園南交差点 | 高松市藤塚町一丁目11番22号      | 4万9665台 | -2067台 | 1.90   | 30.9km/h         | 28.0km/h         |
| 栗林公園南交差点-室新交差点       | 高松市藤塚町一丁目11番22号      | 4万9665台 | -2067台 | 1.90   | 26.6km/h         | 23.2km/h         |
| 室新交差点-東ハゼ町交差点         | 高松市上天神町字源太也198番地1  | 4万9553台 | -3636台 | 2.61   | 28.6km/h         | 30.9km/h         |
| 東ハゼ町交差点-ゆめタウン高松     | 高松市上天神町字源太也198番地1  | 4万9553台 | -3636台 | 2.61   | 12.2km/h         | 42.7km/h         |
| ゆめタウン高松-上天神町交差点     | 高松市上天神町字源太也198番地1  | 4万9553台 | -3636台 | 2.61   | 32.4km/h         | 20.8km/h         |
| 上天神町交差点-上天神西交差点     | 高松市田村町字西内226番地5      | 5万7745台 | +2187台 | 1.13   | 26.9km/h         | 26.9km/h         |
| 上天神西交差点-峰山口交差点       | 高松市田村町字西内226番地5      | 5万7745台 | +2187台 | 1.13   | 25.7km/h         | 25.6km/h         |
| 峰山口交差点-勅使交差点           | 高松市勅使町字大隈1216番地3     | 4万5539台 | +1196台 | 1.06   | 29.8km/h         | 36.5km/h         |
| 勅使交差点-高松檀紙IC             | 高松市勅使町字大隈1216番地3     | 4万5539台 | +2390台 | 0.91   | 35.9km/h         | 36.9km/h         |
| 高松檀紙IC-檀紙交差点             | 高松市勅使町字大隈1216番地3     | 4万5539台 | +2390台 | 0.82   | 47.0km/h         | 11.2km/h         |
| 檀紙交差点-御廐交差点             | 高松市御廐町字正勝1393番地4     | 4万5214台 | -1662台 | 0.82   | 25.4km/h         | 49.3km/h         |
| 御廐交差点-県道171号              | 高松市御廐町字正勝1393番地4     | 4万5214台 | -1662台 | 0.82   | 42.9km/h         | 57.7km/h         |
| 県道171号-御廐西交差点            | 高松市御廐町字正勝1393番地4     | 4万5214台 | -1662台 | 0.82   | 50.3km/h         | 27.8km/h         |
| 御廐西交差点-国分寺支所前交差点   | 高松市御廐町字正勝1393番地4     | 4万5214台 | -1662台 | 0.82   | 44.9km/h         | 37.7km/h         |
| 国分寺支所前交差点-野間交差点     | 高松市国分寺町新名字前谷18番地1 | 4万3061台 | -3979台 | 1.01   | 23.7km/h         | 40.4km/h         |
| 野間交差点-高松市・坂出市境       | 高松市国分寺町新名字前谷18番地1 | 4万3061台 | -3979台 | 0.84   | 46.2km/h         | 35.9km/h         |
| 高松市・坂出市境-前谷東交差点     | 高松市国分寺町新名字前谷18番地1 | 4万3061台 | -3979台 | 1.70   | 46.2km/h         | 35.9km/h         |
| 平均                              | 平均                            | 4万7655台 | -1369台 | 1.38   | 33.9km/h         | 33.4km/h         |

### 2005年
| 地先                          | 平日24時間 | 平日24時間 | 平日24時間 | 平日24時間 | 休日24時間 | 休日24時間 | 休日24時間 | 休日24時間 | 休日率 |
| 地先                          | 交通量     | 混雑度     | ピーク時   | ピーク時   | 交通量     | 混雑度     | ピーク時   | ピーク時   | 休日率 |
| 地先                          | 交通量     | 混雑度     | 時間       | 旅行速度   | 交通量     | 混雑度     | 時間       | 旅行速度   | 休日率 |
| ----------------------------- | ---------- | ---------- | ---------- | ---------- | ---------- | ---------- | ---------- | ---------- | ------ |
| 高松市上天神町字源太也196番2  | 5万3189台  | 1.30       | 17時       | 21.7km/h   | 4万8188台  | 1.23       | 15時       | 23.1km/h   | 94%    |
| 高松市田村町字西内226番5      | 5万5558台  | 1.00       | 8時        | 48.8km/h   | 4万8787台  | 0.91       | 14時       | 38.4km/h   | 91%    |
| 高松市勅使町字大隈1216番3     | 4万4343台  | 0.91       | 8時        | 21.1km/h   | 3万8708台  | 0.82       | 13時       | 35.0km/h   | 91%    |
| 高松市勅使町字田中166番1      | 4万3149台  | 0.93       | 7時        | 41.0km/h   | 3万8417台  | 0.85       | 16時       | 33.7km/h   | 92%    |
| 高松市御廐町字正勝1393番4     | 4万6876台  | 0.86       | 7時        | 52.9km/h   | 3万8913台  | 0.74       | 14時       | 39.6km/h   | 86%    |
| 高松市国分寺町新名字前谷18番1 | 4万7040台  | 0.89       | 7時        | 40.0km/h   | 3万9023台  | 0.74       | 16時       | 31.6km/h   | 83%    |